# Kopačky

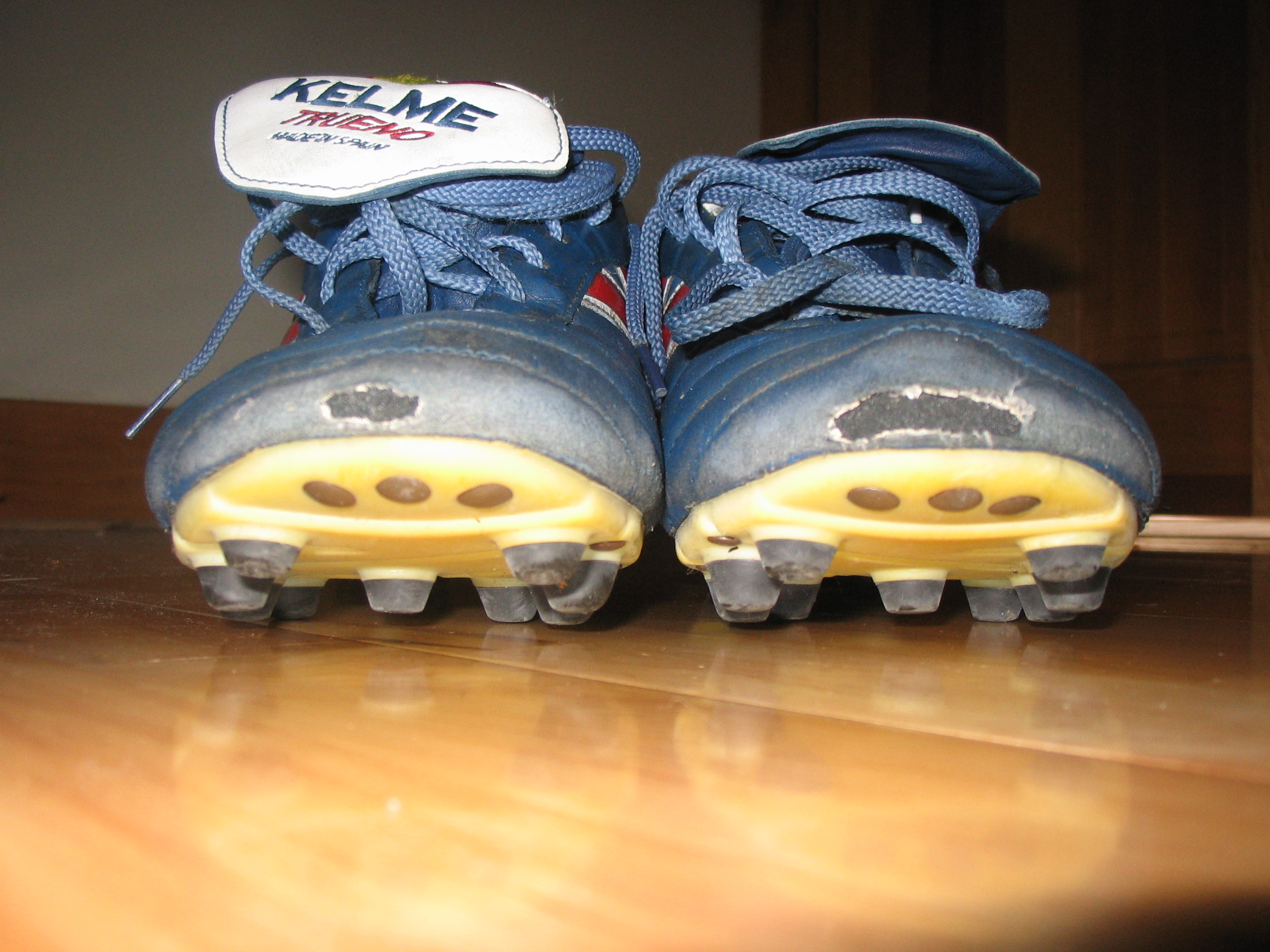
Kopačky Kelme

Kopačky jsou specializovaná sportovní obuv určená pro míčovou hru fotbal a sporty z něj odvozené. K výrobě se používá Kůže (materiál) či syntetické materiály. Rozdělené jsou také do skupin podle typu povrchu, na němž se mají používat. Výrobci kopaček v současné době nabízí už i celou řadu vylepšení, jako jsou například kopačky bez zavazování nebo kopačky s ponožkou u kotníků. Na kopačkách je možné najít také celou řadu moderních technologických prvků (NSG nebo ACC technologie), které dále vylepšují přirozené vlastnosti materiálů, z nichž jsou kopačky vyráběny.

## Historie kopaček
Jak se vyvíjela pravidla fotbalu, tak vznikaly a zlepšovaly se boty určené pro jeho hru. Jejich historie sahá až do 16. století ke králi Jindřichu VIII., kterému vadilo, že v dobových střevících se špatně pohybuje a málo mu chrání nohu.
Kopačky byly vyrobeny jeho osobním ševcem Corneliusem Johnsonem za cenu 4 šilinků, což je dnešní ekvivalent 100 liber, v roce 2013 asi 3000 Kč. Nedochoval se však jejich model, pouze existuje jejich popis. Byly vyrobeny ze silné kůže, vysoké do půli lýtek, měly zesílené kotníky a hlavně byly těžší než boty pro běžné nošení.

## Počátky 19. století
Fotbal v Británii se stával stále populárnější, ale nebyl nikde organizován a neexistovala pevná pravidla. Hráli ho zaměstnanci zastupující své továrny. Pro hraní používaly vysoké kožené pracovní boty s ocelovou špičkou. Pro větší stabilitu na těžkých terénech hráči vtloukali ocelové šrouby.

## Vznik - 30. léta 19. století
Vznik pravidel fotbalu zapříčinil i posun v návrhu a funkčnosti kopaček. Všichni hráči museli nosit stejnou obuv. Hřeby (kolíky) musely být zaobleny a bylo jich šest. Jejich výška sahala nad kotníky, pro jejich ochranu. Vyrobeny byly ze silné kůže. Jejich váha byla 0,5 kg (pro představu, asi jako dnešní pohory). Tato váha se zdvojnásobovala při deštivém, typicky britském počasí.

## První polovina 20. století
Vzhled a hlavně funkce kopaček (ochrana nohy) zůstával do konce druhé světové války beze změny. Avšak začali vznikat výrobci zaměření na výrobu kopaček, jako např. Gola (1905), Valsport (1920), a dánský výrobce Hummel, který vyrábí kopačky do dneška.
V Německu v roce 1924 založili dva bratři Adi a Rudolf Dasslerovi továrnu na výrobu bot (Gebrüder Dassler Schuhfabrik). Hned následující rok, zařadili do výroby první kopačky, u kterých se daly měnit kolíky (6 nebo 7 kusů), dle aktuálních povětrnostních podmínek a povrchu.

## 1940 až 1960
Po skončení 2. světové války nastal výrazný posun ve vývoji kopaček. Letecká doprava se stala levnější a díky tomu narostlo množství mezinárodních zápasů. Evropská mužstva byla konfrontována s jihoamerickou technickou dovedností, která Evropany ohromovala. Zde se zásadně měnila funkce kopaček. Staly se lehčími, a výroba byla orientována na kopání a vedení míče, než na ochranu nohy.
V roce 1948 vznikly firmy Adidas a Puma rozchodem bratrů Dasslerových.
V roce 1950 vznikly kopačky Puma Atom. Poprvé měly výměnné kolíky z kovu či plastu, a byly vyrobeny ze směsi syntetických materiálů a kůže.

## 60. léta 20. století
Technologický vývoj šedesátých let znamenal významný krok změny v designu. Poprvé kopačky nebyly nad kotník a objevil se nízký střih. Tato změna dovolila hráčům se pohybovat rychleji a lépe ovládat míč. S těmito kopačkami přišla Puma a jejím ambasadorem se stal Pelé na Mistrovství světa ve fotbale v roce 1962. Adidas rychle zareagoval a na dalším mistrovství světa v roce 1966, mělo již 75 % hráčů na sobě kopačky značky Adidas.
V těchto letech fotbalový trh zaznamenal také vznik nových fotbalových značek: Mitre (1960), Joma (1965) a Asics (1964).

## 70. léta 20. století

### Vznik legendy Copa Mundial
Sedmdesátá léta byla ve znamení sponzoringu, kdy se hráči, kluby nebo národní mužstva začínala upisovat k nošení kopaček pouze jedné značky. Typickým příkladem byl Pelé, jež nosil kopačky značky Puma. V 70. letech vznikaly nové typy kopaček, mnoho stylů a barev (například bílé kopačky). Na konci 8. dekády firma Adidas vyrobila vůbec nejprodávanější kopačky Copa Mundial, vyrobené z klokaní kůže a určené pro rychlost a všestrannost. Vyrábí se dodnes  včetně různých limitovaných edicí, například ve spolupráci s Porsche.
V roce 1977 přišla na trh italská Diadora.

## 80. léta 20. století
Technologie materiálů a moderní střihy a neposlední řadě designový návrh umožňovaly na kopačkách stále větší plochy pro kontrolu míče a stále lepší trakci kopaček a povrchu. Tyto vlastnosti měly kopačky Adidas Predator, které vytvořil bývalý hráč Craig Johnston. Tato kopačka díky svým „šupinám“ umožňovala větší sílu a faleš při kopu do míče.
V těchto letech vznikají firmy: v Anglii Umbro (1985), v Itálii Lotto a Španělsku Kelme (1982).

## 90. léta 20. století
Zatímco se predátory velmi dobře prodávaly, z Adidasu odešel Craig Johnston a na trh vstoupily další značky. Mizuno s jejich Mizuno wave a hlavně Nike s jejich Mercurialem vážící pouze 200 gramů. Puma přichází s Mobile Puma a Adidas s kolíky ve tvaru klínu. Konkurence se přiostřila a kvůli tomu vznikaly stále lepší a lepší kopačky.
Popularita Adidas Predator, s polymerovou pružnou podrážkou nastartovala technické vychytávky i u dalších výrobců. Fotbalový trh dává prostor a podmínky pro vstup dalším značkám. V roce 1992 vstoupila na trh značka Reebok se svými kopačkami. Rok poté v roce 1993 se objevuje Uhlsport. Puma přišla v roce 1996 PUMA Mobile, což byl pěna v přímo v podrážce kopačky (měkčí došlap, bez nutnosti vnitřních vložek). Adidas přišel s reakcí v roce 1995 se systémem TRAXION, který dával větší stabilitu hráč a kolíky ve tvaru klínu. V roce přišla značka Mizuno se svým systémem podrážek Wave. Avšak nejdůležitějším momentem devadesátých let se stal vstup největšího výrobce sportovního oblečení americké značky Nike se svým modelem Mercurial (1998), vážícím jen 200 gramů.

## 21. století
Technologie, výzkum a vývoj (laserové technologie) jde i v segmentu kopaček dopředu. Trh však ovládá velká trojka (Nike, Adidas, Puma). Přesto existuje stále prostor pro další značky, které existují na trhu jen za určité diferenciace svých produktů (Kelme, Nomis, Lotto, Mizuno, Diadora).